# Parce qu'ils sont Arméniens
Parce qu’ils sont Arméniens est un essai écrit en turc par Pınar Selek et traduit en français pour publication par Ali Terzioğlu. Il est paru aux éditions Liana Levi en 2015,,, l'année du centième anniversaire du génocide arménien.

## Présentation
L'essai met en exergue l'expérience de la question arménienne de Pınar Selek au cours de son parcours biographique ceci depuis son enfance. Elle interroge ainsi l'identité contemporaine des Arméniens de Turquie ainsi que la place du génocide arménien dans la société turque. Dans Parce qu’ils sont arméniens, Pınar Selek revient notamment sur sa rencontre et sa forte amitié avec Hrant Dink. Sur sa forme, il est présenté dans La Vie comme « un court récit personnel et autocritique ».
Pınar Selek décrypte également le négationnisme institutionnalisé en Turquie aussi bien dans le système scolaire que dans les médias, notamment par un usage systématique de la collusion des terminologies :

« Les terroristes, les communistes, les Arméniens…Les mots étaient interchangeables. »

## Analyses
Paul Cormier écrit :

« Au final, Pinar Selek questionne les tabous de la société turque contemporaine à travers un récit tantôt poétique, tantôt militant. Il s’agit donc d’un livre de témoignage mais qui reste avant tout un livre de combat de la part d’une militante qui entremêle son parcours individuel, ses prises de position sur l’espace militant passé et présent en Turquie et une réflexion sur les désastres du nationalisme et de l’invisibilisation de pans entiers de la société de la mémoire collective. »